# کاتیا اسنوئیس
کاتیا اسنوئیس (انگلیسی: Katja Snoeijs؛ زادهٔ ۳۱ اوت ۱۹۹۶) بازیکن فوتبال اهل پادشاهی هلند است.
از باشگاه‌هایی که در آن بازی کرده‌است می‌توان به اشاره کرد.
وی همچنین در تیم‌های ملی فوتبال زنان هلند بازی کرده‌است.